# Île Severny
Pour les articles homonymes, voir Severny.
L'île Severny (en russe : Северный остров) est l'île du Nord de l'archipel de Nouvelle-Zemble, au nord de la Russie. L'île se trouve en mer de Kara, la mer de Barents baignant sa côte occidentale. Elle a une superficie de 46 904 km2, ce qui en fait la deuxième île de la Russie, après Sakhaline et devant Ioujny ainsi que la 29e plus grande île de la planète. Sa taille est équivalente à celle de la République dominicaine.

## Géographie
L'île est séparée de l'île Ioujny par le détroit de Matotchkine. Le paysage est surtout montagneux et plusieurs glaciers occupent le territoire de l'île dont la calotte glaciaire de l'île Severny qui recouvre à plus de 40 % l'île et qui est considéré comme le plus grand glacier d’Europe par surface et par volume. Le cap Flissingski situé sur l'île est le point le plus à l'est de l’Europe.
Contrairement à l'île Ioujny, Serverny possède une calotte glaciaire interne et de nombreux glaciers.

## Histoire
Elle était habitée par les Nénètses jusqu'à l'évacuation de la Nouvelle-Zemble dans les années 1950 pour y permettre des essais nucléaires entre 1958 et 1961. Le 30 octobre 1961, la Tsar Bomba est lâchée à l'ouest de l'île. Il s'agit de la plus puissante bombe à hydrogène jamais testée, avec une puissance estimée à 57 mégatonnes. L'île dispose d'une base militaire ainsi que d'un port.
Elle fait politiquement partie de l'oblast d'Arkhangelsk, tout comme le reste de l'archipel.

## Galerie

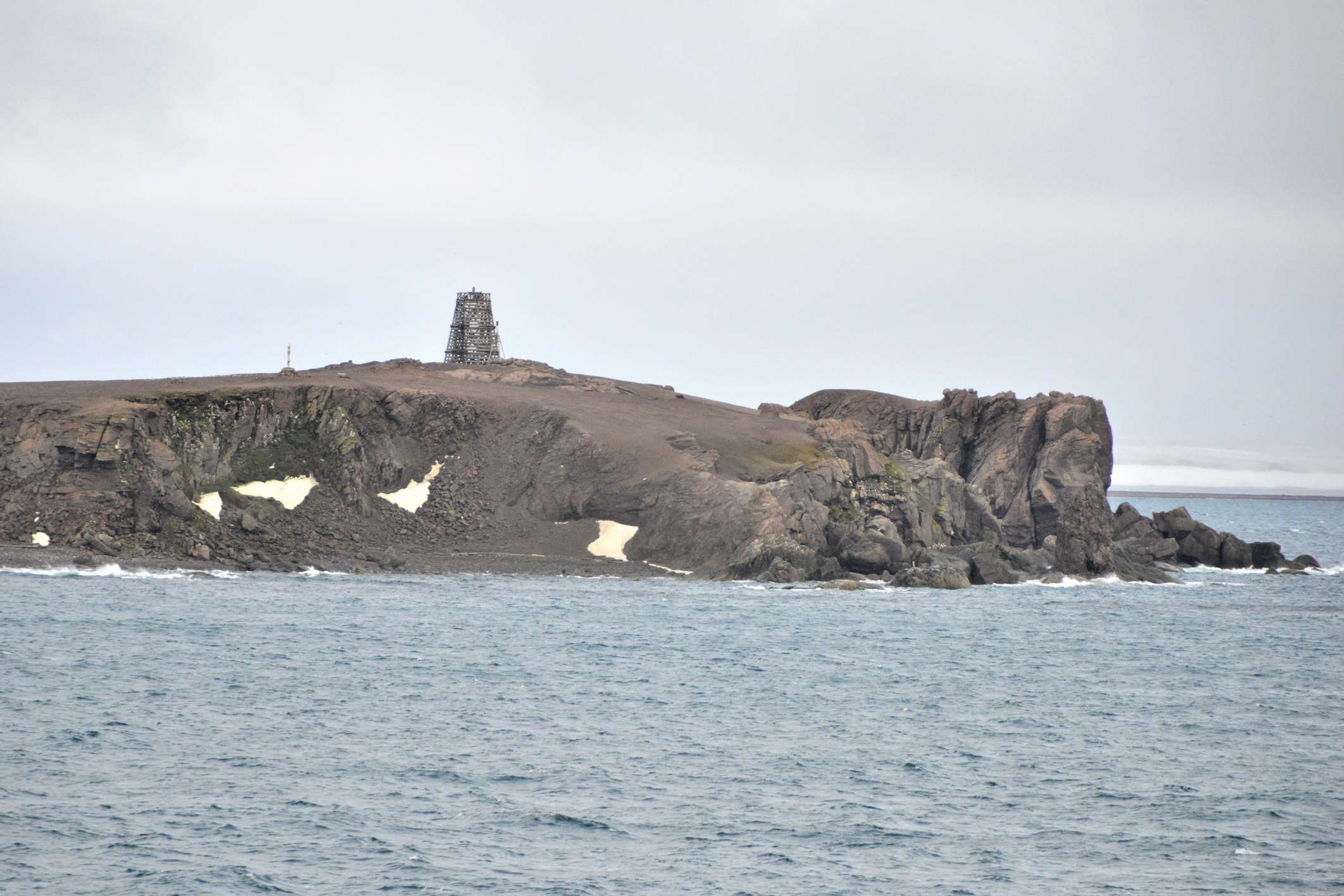
Le Cap Jelania
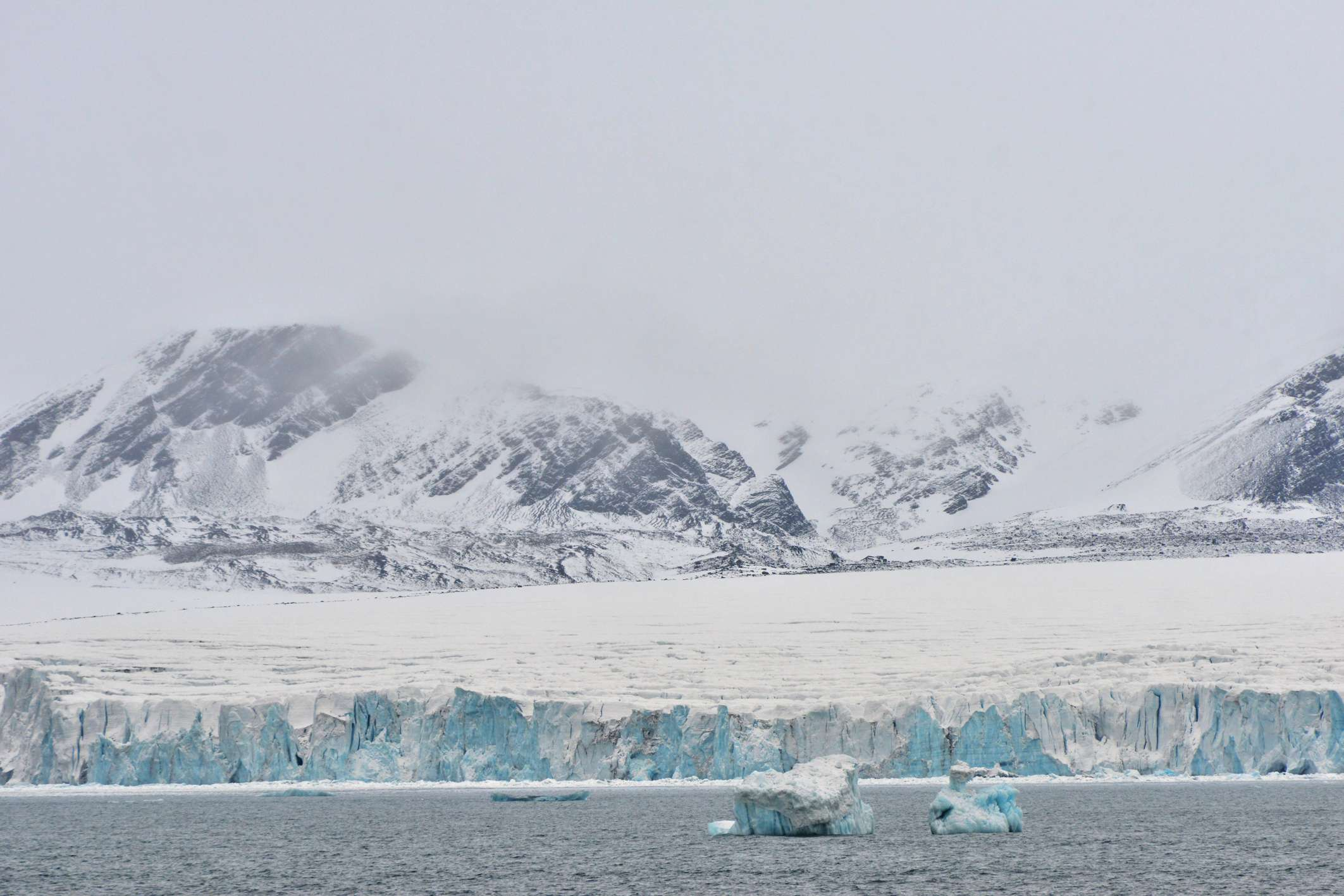
Glacier Inostrantsev
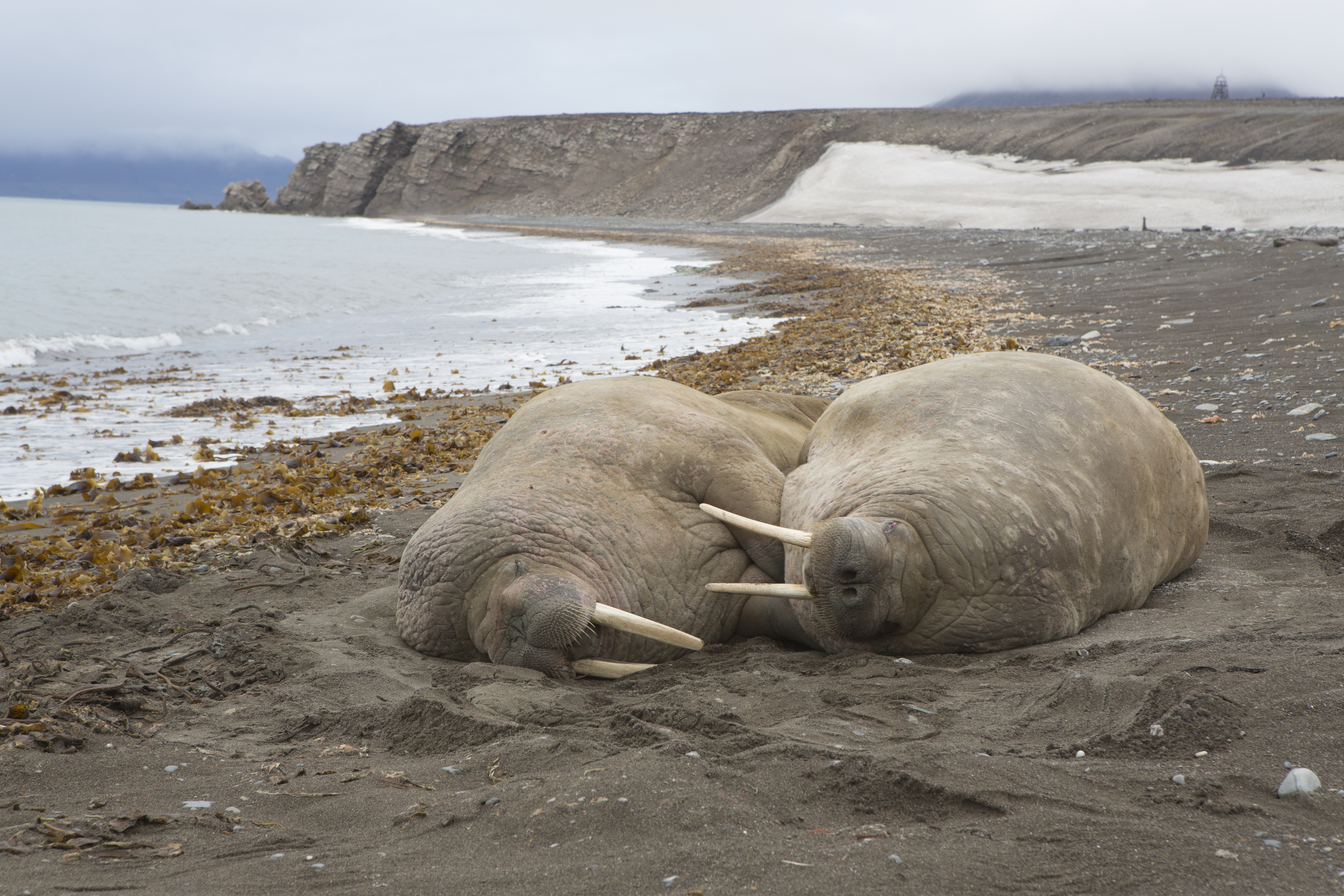
Morse présent sur l'île